# 이반 린나우

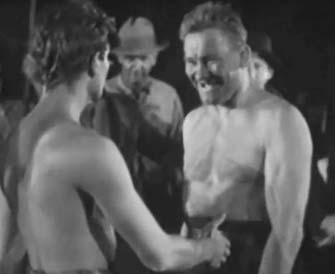

이반 린나우(Ivan Linow, 1888년 11월 21일 ~ 1940년 11월 21일)는 미국의 배우, 프로 레슬링 선수이다.
라트비아에서 태어났으며 런던에서 사망하였다. 사인은 심근 경색이다.

## 영화
- 키드 밀리언스 (1934년)
- 코네티컷 양키 (1931년)
- 언홀리 쓰리 (1930년)
- 넘버드 멘 (1930년)
- 송 오브 더 플레임 (1930년)
- 상상해 보라 (1930년)